# Колдуни
Колдуни́ (біл. калдуны, пол. kołduny, лит. koldūnai) — білоруська, польська та литовська національна страва, рід невеличких вареників з начинкою з сирого м'яса (волового, баранячого) з додаванням лою та приправ.
Назва страви походить від сер.-в.-нім. kaldune («кишки», «потрух», «рубці», можливо, від лат. calduna) — очевидно, первісно їх готували з субпродуктів. У Білорусі, Польщі, Литві колдуни готують по-різному. Білоруські колдуни — це вареники з картоплі з м'ясною начинкою. Для приготування картопляних колдунів з натертої картоплі витискають рідину, завдяки чому маса стає густішою і зберігає свою форму. Колдуни смажать у лою або олії, можуть її також тушкувати після обсмаження. Подають їх зі сметаною. Окрім м'яса для начинки колись використовували рибу та круті яйця («поліські колдуни»), сир або варену картоплю («руські»), шинку та гриби («віленські»), а також десертні колдуни з плодово-ягідною начинкою, до яких замість сметани подавали збиті вершки з корицею.
Польські і литовські колдуни — дрібні вареники з тіста з додаванням м'ясної начинки.